# Tunebo central
Le tunebo central est une langue chibchane du Nord de la Sierra Nevada del Cocuy parlée en Colombie dans les départements d'Arauca et de Boyaca et au Venezuela par 3 500 personnes.

## Phonologie

### Voyelles
|         | Antérieure | Centrale | Postérieure |
| ------- | ---------- | -------- | ----------- |
| Fermée  | i [i]      |          | u [u]       |
| Moyenne | e [e]      |          | o [o]       |
| Ouverte |            | a [a]    |             |

### Consonnes
|               |            | Bilabiale | Dentale | Palatale | Vélaire | Lab.-vél. | Glottale |
| ------------- | ---------- | --------- | ------- | -------- | ------- | --------- | -------- |
| Occlusives    | Sourde     |           | t [t]   |          | k [k]   | kw [kʷ]   | ʔ [ʔ]    |
| Occlusives    | Sonore     | b [b]     |         |          |         |           |          |
| Fricatives    | Fricatives |           | s [s]   | ʃ [ʃ]    |         |           | h [h]    |
| Nasales       | Nasales    | m [m]     | n [n]   |          |         |           |          |
| Liquides      | Liquides   |           | r [r]   |          |         |           |          |
| Semi-voyelles | Simple     | w [w]     |         | j [j]    |         |           |          |
| Semi-voyelles | Nasale     | w̃ [w̃]     |         |          |         |           |          |